# Chamelaucium marchantii
Chamelaucium marchantii là một loài thực vật có hoa trong Họ Đào kim nương. Loài này được Strid mô tả khoa học đầu tiên năm 1987.